# Adiantopsis timida
Adiantopsis timida är en kantbräkenväxtart som beskrevs av Link-Pérez och Leo J. Hickey. Adiantopsis timida ingår i släktet Adiantopsis och familjen Pteridaceae. Inga underarter finns listade.